# Blind Shaft
Blind Shaft (en chino: 盲井; en pinyin: Mángjǐng) es una película china de 2003 escrita y dirigida por Li Yang y basada en la obra literaria Shen Mu (Madera sagrada) del escritor Liu Qingbang. Su historia se centra en un par de estafadores que operan en las minas ilegales de carbón de la actual China del norte.
Gran parte de la filmación tuvo lugar a 700 metros bajo tierra en la frontera entre las provincias de Hebei y Shanxi, al norte del país asiático. La película fue elogiada por la crítica especializada, y actualmente cuenta con una aprobación del 95% en el portal de reseñas Rotten Tomatoes, donde es reconocida como una crítica tensa y mordaz a las condiciones económicas de China.

## Sinopsis

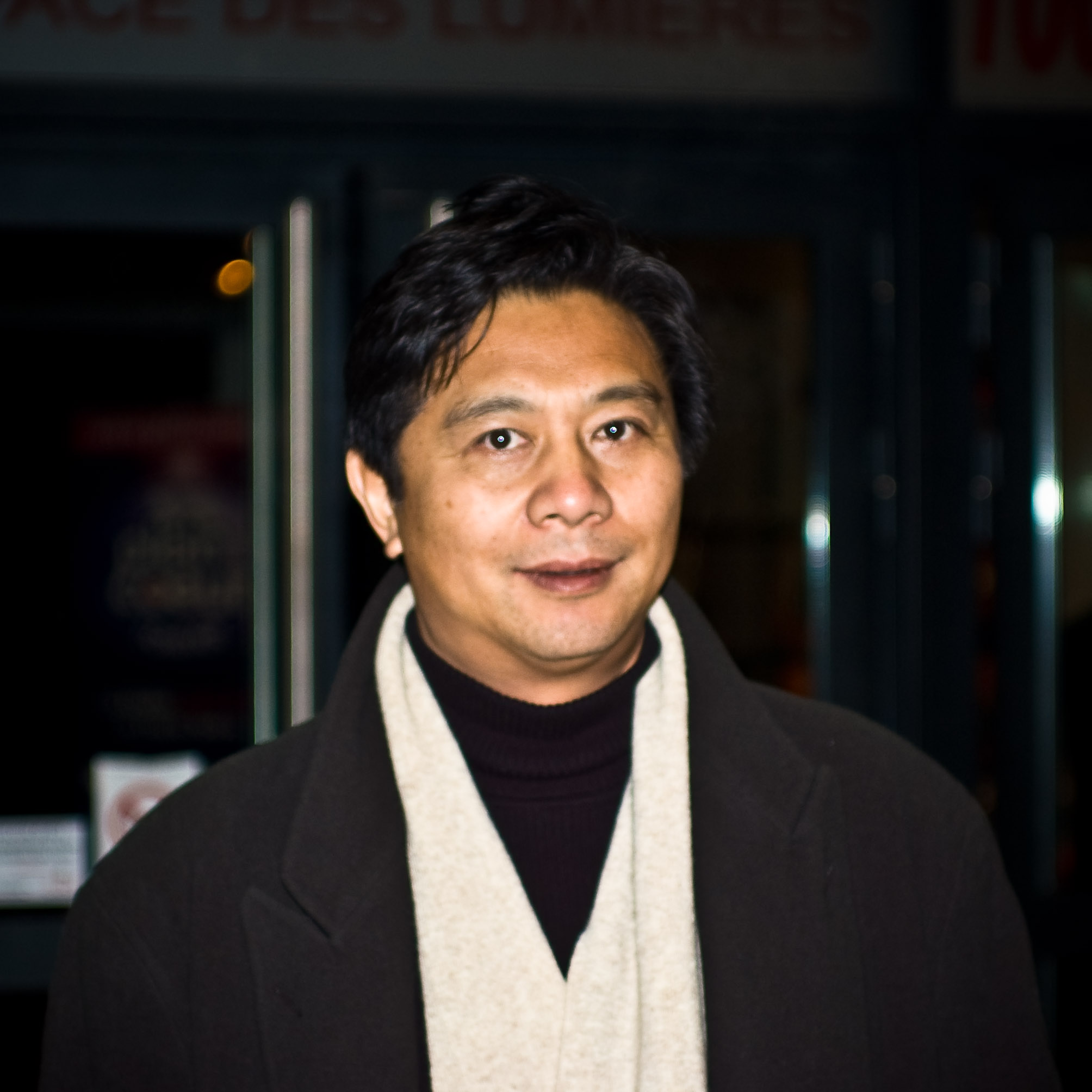
El cineasta Li Yang se inspiró en la novela Shen Mu del autor Liu Qingbang para escribir el guion de la película

La mayoría de las minas de carbón en China son explotadas por inmigrantes que se ven obligados a soportar una jornada agotadora y peligrosa para poder enviar dinero a su casa. Algunos de ellos, sin embargo, tienen sus propios planes adicionales.
Song Jinming (interpretado por Li Yixiang) y Tang Zhaoyang (Wang Shuangbao) son un par de estafadores profesionales que llevan a cabo una intrincada estafa que han perfeccionado mediante la práctica repetida a lo largo del tiempo. Encuentran a un joven ingenuo que busca trabajo y lo convencen de que han conseguido tres lucrativos empleos en una mina de carbón para ellos y un pariente. Le hacen creer que dicho pariente no puede presentarse y le ofrecen generosamente su lugar a la víctima, con la condición de que se haga pasar por el supuesto familiar. Después de unos días de trabajo en la mina, Song y Tang asesinan al joven y hacen que parezca un accidente, utilizando su muerte para obtener el dinero de la compensación.
Después de llevar a cabo esta brutal estafa, la película sigue a la pareja mientras consiguen una nueva víctima, Yuan Fengming, de dieciséis años (interpretado por Wang Baoqiang). Las tensiones empiezan a aflorar entre ambos cuando Song comienza a tener reservas, tocado por la juventud e inocencia de su nueva víctima, mientras que Tang sigue enfocado en ganar dinero para él y su propia familia, lo que traerá complicaciones imprevistas.

## Recepción
Blind Shaft obtuvo una gran variedad de premios y reconocimientos, incluido un Oso de Plata por su destacada contribución artística en el 53.er Festival Internacional de Cine de Berlín en 2003. En el sitio especializado en reseñas cinematográficas Rotten Tomatoes, cuenta con un 95% de aprobación y es descrito como "Una crítica tensa y mordaz a las nuevas condiciones económicas de China" en su consenso.
La proyección del filme fue prohibida en China. Al respecto, el semanario británico The Economist señaló que "aunque los directores están ansiosos por documentar los rápidos cambios de la sociedad china, películas como Blind Shaft de Li Yang (una imagen sombría y convincente sobre la vida en las minas ilegales de carbón de China) no pudieron ser exhibidas ante el público local a pesar de haber sido aclamadas en el extranjero".
El director ha declarado que, aunque no está seguro de la razón de la prohibición del filme en China, cree que su contenido "no tiene ningún estigma político", señalando que la novela base recibió uno de los premios literarios más importantes del país, el Lao She. Discutiendo su temática, Li hace hincapié en los elementos universales y humanos: "La disparidad económica es un problema común de toda la humanidad. El deseo del hombre por el dinero es ilimitado y así es como pierde su humanidad. Mi película está ambientada en China, pero la historia podría haber ocurrido en Alemania, los Estados Unidos o Australia. La hice en China simplemente porque soy chino y estoy familiarizado con el país, pero su tema básico es universal".